# ВВВ Венло
ВВВ-Венло (на нидерландски: Venlose Voetbal Vereniging Venlo, Венлосе Вутбал Веренигинг Венло) е нидерландски футболен отбор от град Венло. Основан е на 4 февруари 1903 г. Стадионът им се казва Де Кул и има капацитет около 6000 души. От сезон 2009 – 2010 г. се състезава в най-високото ниво на холандския футбол Ередивиси.

## Успехи
- Ерсте Дивиси:
  -  Шампион (3): 1992/93, 2008/09, 2016/17
- Купа на Нидерландия:
  -  Носител (1): 1959